# Adela Medina
Adela Medina (nacida el 3 de noviembre de 1978) es una exfutbolista argentina que jugó como defensa en la selección nacional femenina de fútbol. Fue parte del equipo de Copa Mundial Femenina de Fútbol en 2003.